# 다녀왔어, 어서 와
다녀왔어, 어서 와(ただいま、おかえり, Welcome Home)는 이치카와 이치의 일본 소년의 사랑 단편 만화 시리즈이다. 2015년 11월부터 퓨전 프로덕트의 오메가버스 프로젝트(Omegaverse Project) 선집 잡지에 연재되었으며 단행본 5권으로 수집되었다. 이 시리즈는 망가 클럽에서 영어로 출판되었다. 스튜디오 딘이 제작한 애니메이션 TV 시리즈는 2024년 4월에 방영되었다.

## 구성
대학을 졸업한 히로무와 후지요시 마사키는 깨지지 않는 인연을 지닌 동성커플이다. 그런 다음 마사키가 임신하여 첫 아이인 히카리라는 건강한 어린 아이를 낳을 때 그들은 부모가 되는 기쁨을 누리게 되고, 이로써 그들이 항상 꿈꿔 왔던 사랑스럽고 행복한 가족을 이룰 수 있게 된다.
그러나 그들은 성별 지위에 따라 남성과 여성이 분리되고 세 가지 다른 계층으로 나뉘는 사회에 살고 있다. 첫 번째는 더 지배적이라고 간주되고 남성과 여성 모두를 임신시킬 수 있는 사람들인 알파이다. 오메가형-유전자, 임신하고 아이를 낳을 수 있는 남성과 여성인 오메가, 그리고 2차 성별이 없는 일반 인간인 베타도 있다. 이로 인해 히로무의 가족은 그들을 부인하고 그들의 관계와 손자들을 인정하기를 거부했다.
수년 동안 히로무와 마사키와 같은 알파와 오메가는 가장 큰 차별에 직면해 왔으며, 특히 정반대의 유형과의 관계나 결혼에서는 관계가 일치하는 유형 간의 관계가 관례이기 때문에 더욱 그렇다. 이전 동네에서 적대감과 괴롭힘을 겪은 지 2년 후, 마사키와 히로무는 자녀 양육에 더 적합한 새로운 동네와 도시로 이사한다.
히카리가 2살이 되자, 마사키와 히로무는 나중에 둘이 태어날 것이라는 사실을 알게 되고, 히카리는 함께 성장할 동생이 생기게 된다. 마사키는 히나타라는 어린 소녀를 낳는다. 그들이 직면하고 있는 계속되는 편견에도 불구하고, 후지요시 가족에게는 그들이 마땅히 받아야 할 지원, 사랑, 수용 및 연민을 제공하는 지지적인 친구, 이웃, 동료가 많이 있다.